# Santiago (kommun i Mexiko, Nuevo León, lat 25,41, long -100,19)
Santiago är en kommun i Mexiko.   Den ligger i delstaten Nuevo León, i den centrala delen av landet, 700 km norr om huvudstaden Mexico City.
Följande samhällen finns i Santiago:
- Santiago
- La Tinaja
- San Isidro
- Los Terreros